# Podniebne potwory
Podniebne potwory (Sky Monsters) – wyprodukowany przez National Geographic serial opowiadający o budowie i zachowaniach pterozaurów. Film jest typowym serialem dokumentalnym, uzupełnianym przez animację przedstawiające pterozaury i inne prehistoryczne zwierzęta oraz relacje z budowy naturalnej wielkości zdolnego do lotu modelu bliżej niezidentyfikowanego pterozaura. Animacje zostały przygotowane przez Elliott Animation Inc. pod przewodnictwem Rycky'ego Lima. Narratorem w oryginalnej edycji był Jon Briggs. W Polsce emitowany w 2007 r.

## Treść
- Pterozaury były pierwszymi latającymi kręgowcami i pierwszymi po owadach zwierzętami, które mogły aktywnie latać.
- Różne rodzaje pterozaurów żywiły się rybami, padliną lub odcedzały maleńkie zwierzęta z wody.
- Skrzydło pterozaura było zbudowano na jednym długim palcu.
- Pierwszym odkrytym pterozaurem był pterodaktyl.
- Szczątki pterodaktyla początkowo były uznawane za należące do nietoperza lub kaczki, dopiero Georges Cuvier poprawnie uznał, że ich właściciel był gadem.
- Regiony mózgu pterozaurów odpowiedzialne za równowagę, manewry i utrzymywanie ciągle otwartych powiek były dobrze rozwinięte.
- Znaleziono odciski lądującego pterozaura.
- Szczątki pterozaurów odkryto wokół skamielin gigantycznego krokodylomorfa sarkozucha.
- W formacji Dinosaur Park odkryto szkielet pterozaura z wbitym zębem dromeozaura w ramię, co dowodzi, że dinozaury żywiły się pterozaurami.
- Aby dostarczyć ciału energii potrzebnej do aktywnego lotu, pterozaury musiały mieć szybki metabolizm i być stałocieplne.
- Obok szkieletu pterozaura odkrytego w Mongolii Wewnętrznej znaleziono odciski "sierści".
- Jak wynika z oględzin okazów pterozaurów w różnym wieku, już młode pterozaury potrafiły latać.
- Odkryto szczątki zwiniętego w kłębek, niewyklutego pterozaura.